# بنزو(c)فينانثرين
بنزو (C) فينانثرين هو هيدروكربون عطري رباعي الحلقات صيغته الكيميائية C18H12 تشتق منه الستيروئيدات.